# Gyöngyösi János (labdarúgó)
Gyöngyösi János (1957. –) kétszeres magyar  bajnok labdarúgó, csatár.

## Pályafutása
Az Újpesti Dózsa csapatában mutatkozott be az élvonalban 1976. november 20-án a Békéscsaba ellen, ahol csapata 6–1-re győzött. 1976 és 1979 között 15 bajnoki mérkőzésen szerepelt és egy gólt szerzett. Kétszer volt tagja bajnokcsapatnak. Az 1980–81-es idényben az MTK-VM csapatába igazolt. Utolsó élvonalbeli bajnoki mérkőzésen a Kaposvári Rákóczi ellen csapata 1–0-ra kikapott.

## Sikerei, díjai
- Magyar bajnokság
  - bajnok: 1977–78, 1978–79
  - 2.: 1976–77, 1979–80